# Custom Circus
Custom Circus é uma companhia de teatro transdisciplinar e artes visuais portuguesa, criada oficialmente em 2002. Constituída como uma associação cultural sem fins lucrativos, trabalha nas áreas de teatro, produções audiovisuais, eventos culturais, investigação e formação artística, áreas nas quais cria, realiza e produz acções de carácter cultural nos domínios das artes, cinema, teatro, televisão e publicidade.
Inicialmente os integrantes viajavam numa caravana composta por veículos clássicos ou alterados para um estilo pós-apocalíptico, que foi crescendo progressivamente. Mantendo uma génese nómada nos primeiros anos, instalaram-se mais tarde em Oeiras, Portugal, e fundaram o centro cultural Nirvana Studios. As actividades desta companhia iniciaram-se em 1992, e à excepção do ano de 1995, realizou todos os anos diversas actividades até à sua fundação oficial em 2002 com o nome Custom Circus.
Segundo João Mendes Rosa, então Chefe da Divisão de Cultura e Artes de Oeiras em 2021, esta companhia era uma das que divulgava mais profundamente o nome de Oeiras a nível nacional e internacional, através da promoção da cultura.
A sua sede localiza-se nos Nirvana Studios, na Estrada Militar, em Valejas, freguesia de Barcarena, concelho de Oeiras. Apenas entre 2004 e 2019, os Custom Circus realizaram cerca de 600 espectáculos, tendo ainda acolhido e apoiado, anualmente, dezenas de eventos transdisciplinares, desde a arte até ao desporto, e conta já com 15 produções de teatro interactivo, 10 álbuns discográficos, dezenas de exposições e instalações de arte visual, 9 publicações literárias e outros projectos.

## História
Os Custom Circus surgiram pela primeira vez como um conceito e também na forma de personagens, em 1988, num livro de ficção pós-apocalíptica do autor Michel Alex. Quatro anos mais tarde, em 1992, o grupo formou-se e iniciaram as suas actividades. Ao longo deste tempo, dois dos fundadores, Michel Alex e Rui Gago, passaram 4 anos (entre 1988 e 1992) a adquirir os primeiros veículos da companhia: uma autocaravana Hanomag de 1969, duas motos Harley-Davidson e uma station wagon funerária Oldsmobile de 1957. Em 1994, em Lisboa, que na altura era Capital Europeia da Cultura, juntou-se ao duo Daniela Sousa, integrando profissionalmente os projectos. Nesta capital da cultura, trabalharam ao serviço da produtora Eutaxia, de Adolfo Gutkin, e produção de um espectáculo de Teatro de Vanguarda; esta estreia daria origem ao espectáculo MTM dos La Fura Dels Baus. O trio seria oficializado em 1996, e continuam a trabalhar em conjunto na companhia. Para além de terem actuado em 1994 em Lisboa, actuaram também na Expo 98 e no Euro 2004.
Originalmente a companhia viajava numa caravana composta por veículos clássicos ou pós-apocalípticos que foi crescendo à medida que os anos passavam. A sua génese era maioritariamente nómada antes de fundarem o centro cultural Nirvana Studios. Esta caravana era composta por pessoas de várias nacionalidades, desde motociclistas, punks, góticos, hippies, entre outros, que se sustentava através de tournées e espectáculos na estrada. Em 1996 é criada a produtora Nirvana, que tratava da criação, realização e produção de eventos culturais e corporativos para outras empresas. Ainda neste ano, o grupo criou e realizou o Grande Meeting de Lisboa, o primeiro evento em Portugal dedicado à cultura alternativa.
No ano seguinte, o grupo lançou a segunda edição do Grande Meeting de Lisboa e trabalhou na co-realização e produção da Semana Académica de Lisboa. Em 1999 realizaram para a empresa cultural Antevisão a exposição "O 25 de Abril em BD", destinada o Museu da República. No ano 2000, é criada a plataforma internacional Nirvana Roadshows, que operava na disponibilização dos veículos para tours de outras empresas. Em 2001, participaram no evento de estreia da entrega do novo liceu de Dili pelo pelouro da cultura da Câmara de Lisboa e ainda trabalharam no design da exposição "New York", uma homenagem às vítimas dos ataques de 11 de setembro. Em 2002, é criada e formalizada a marca Custom Circus. Um dos motivos da formalização da companhia foi o facto de que, quando trabalhavam para quem os contratava, perdiam os direitos dos espectáculos que criavam; a determinado momento, tomaram a decisão de ter a sua própria companhia, manter em si os direitos, e continuar com os espectáculos.
Depois de formalizado os Custom Circus, a natureza itinerante permaneceu, continuando o grupo a viver e a trabalhar de uma forma nómada. Mais tarde, dada a possibilidade de o grupo se dispersar e acabar com o projecto, os integrantes decidiram deixar a vida nómada e estabeleceram-se em Barcarena, Oeiras, criando em 2003 o primeiro centro cultural alternativo em Portugal, os Nirvana Studios. Este local foi escolhido inicialmente para estacionarem os seus camiões e guardarem o material utilizado pelo grupo nos seus diversos espectáculos, mas acabou por ser o escolhido para fundarem a sua base. Esta associação é a fundadora e responsável por toda a programação artística e cultural dos Nirvana Studios, um centro cultural alternativo, em Oeiras, onde são realizadas actividades culturais diárias e permanentes ao longo dos anos desde a sua fundação. O centro cultural está aberto 24/7, todos os dias do ano, funcionando como uma plataforma para artistas independentes e local de produção de tendências da vanguarda cultural, assim como um porto de abrigo para artistas e um local preparado para vários tipos de especátulo, desde concertos, teatro ou dança. No dia 28 de Março de 2006 foi constituída como associação cultural sem fins lucrativos. Apesar de terem criado a sua base de espectáculos em 2003, foi apenas em 2012 que a companhia deixou o método de actuação na estrada que os caracterizara até então.

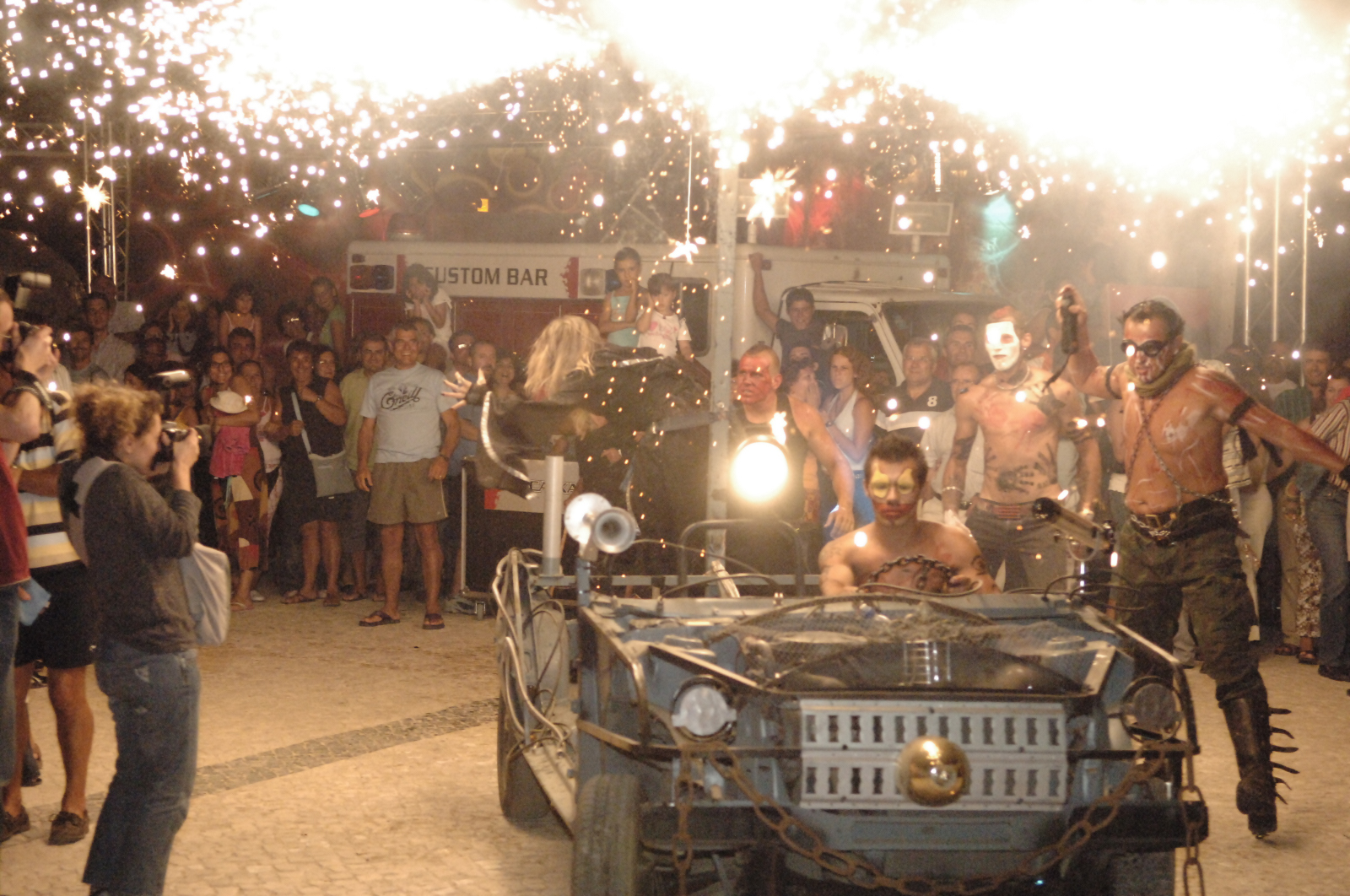
Actuação no espectáculo Teatro Sobre Rodas, em 2006

Ao longo de mais de 20 anos, os Custom Circus têm contribuído para a promoção de bandas, de teatro, da cenográfica perfomativa de teatro de rua, de literatura, entre outros focos. No dia 13 de Abril de 2022, foi aprovada em reunião da Câmara de Oeiras a atribuição do estatuto de Associação de Interesse Cultural municipal. Em 2023 a Câmara Municipal de Oeiras lançou uma obra literária que percorre os 20 anos da companhia, assim como as suas origens e uma galeria de fotografias dos seus espectáculos. Segundo Adolfo Gutkin, professor, encenador, dramaturgo e director de teatro que escreveu o prefácio do livro, a companhia e os seus integrantes são "inclassificáveis". Durante a sua existência, a companhia Custom Circus lançou 15 produções de teatro interactivo, 10 álbuns discográficos, dezenas de exposições e instalações de arte visual, 9 publicações literárias e diversos projectos, como o primeiro centro cultural alternativo português.

## Características de actuação

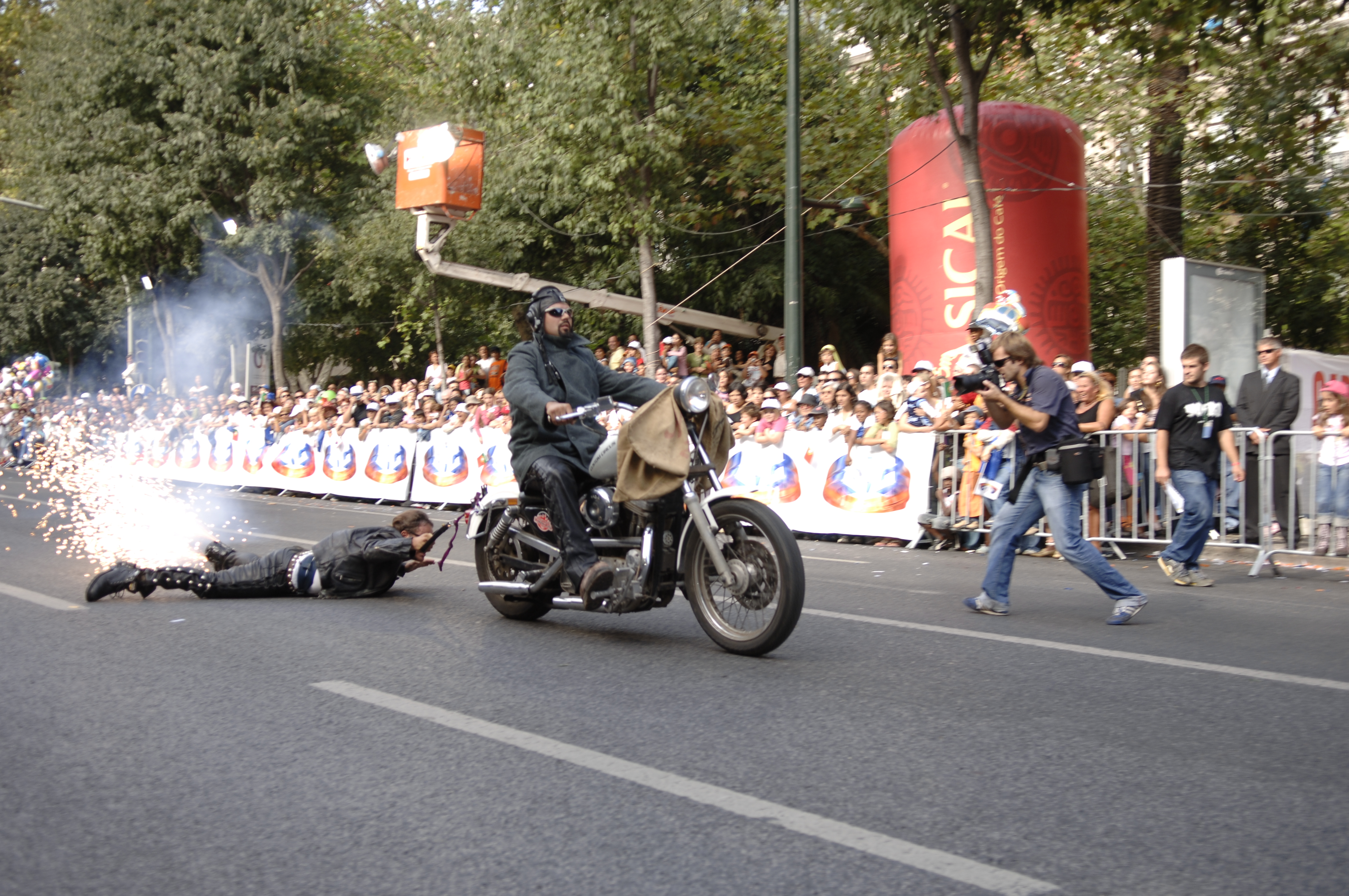
Dois dos fundadores da companhia, Michel Alex e Rui Gago durante um espectáculo para a SIC em 2006

A companhia apresenta-se numa mistura de diversos espectros estéticos, explorando várias subculturas, subgéneros e movimentos vanguardistas, embora frequentemente trabalhem em moldes do pós-apocalíptico, do cabaret rock, do steampunk, do gótico ou da dark wave. Devido à sua transdisciplinaridade artística, a companhia realiza os seus espectáculos em diversos palcos e cenários, podendo ser num palco tradicional, em cima de um camião, de uma locomotiva, ou na estrada. A arte pirotécnica é também uma quase constante nos seus espectáculos, quer em espaços ao ar livre ou em palcos no interior de edifícios; para isso, os Custom Circus trabalham conjuntamente com diversos profissionais deste setor, como o Grupo Luso Pirotecnia, e em especial a Pirotecnia Oleirense, numa relação profissional que data desde 2006. Para além da pólvora, usam também outros combustíveis como a gasolina, petróleo, isopar, nitrocelulose, entre outros.
Em termos de acessórios, adereços e figurinos, a companhia foi criando ao longo do tempo os seus próprios adereços e acessórios, de modo a poderem ir de encontro com as histórias dos espectáculos que realizam. Devido às questões ambientais, todo o material que se vai desgastando ao longo do tempo é reciclado e reaproveitado para a criação de novos adereços. Para cada espectáculo, os membros têm uma grande liberdade de actuação e de improviso.
Os espectáculos dos Custom Circus procuram também alcançar o mundo digital, obrigando a companhia a articular meios audiovisuais não só para completar o plano cénico mas também para divulgação do próprio espectáculo. Para isto, a companhia trabalha com a CISCO, uma empresa de TI, apesar de possuir membros que operam diversos aparelhos como adereços robotizados, vídeo mapping, entre outros.

## Veículos e plataformas

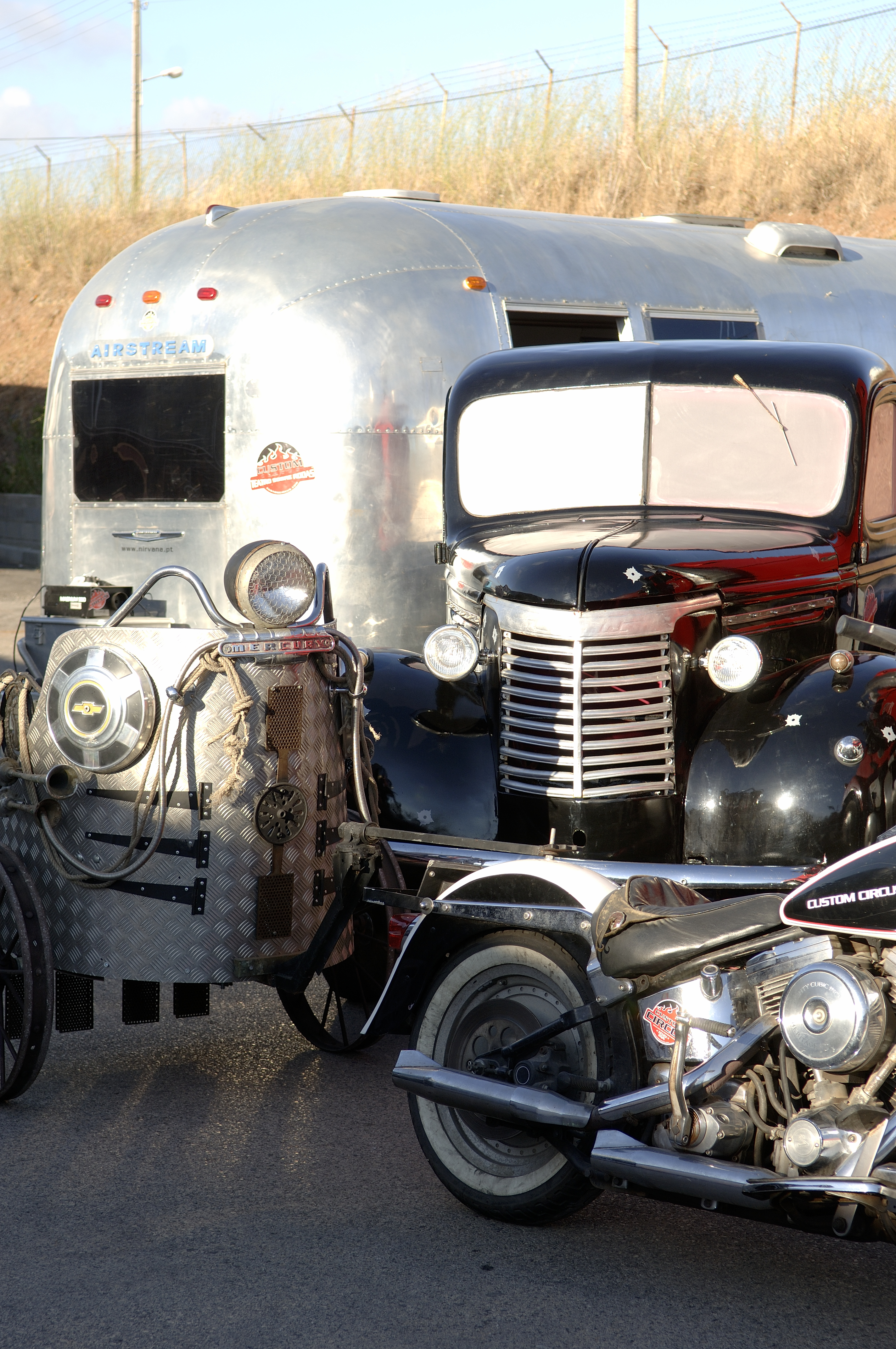
Alguns veículos da companhia, como a Airstream e uma chopper

Desde a sua fundação, a companhia Custom Circus tem actuado com recurso a diversos veículos como motos, automóveis ou camiões, que não só servem como meio de transporte para os elementos da companhia e do seu material, mas também como adereços para os espectáculos que realizam. A própria forma como iniciaram a sua actividade veio a dar o nome à companhia, pois utilizaram veículos modificados e personalizados (Custom) e criavam uma arena/plataforma de actuação (Circus) com esses mesmos veículos.
Ao longo dos anos, foram acumulando um conjunto de cerca de 30 veículos, composto por 5 clássicos camiões TIR norte-americanos, 3 roulottes Airstream, 3 autocarros, 2 camiões militares, 2 camiões de bombeiros, 5 autocaravanas vintage, 4 carrinhas de caixa aberta, uma retroescavadora, um dumper, 4 mad cars e 4 motociclos chopper. Quando a companhia decidiu criar os Nirvana Studios, grande parte dos veículos foram vendidos de modo a gerar receita para a criação do centro cultural. No centro cultural alternativo Nirvana Studios, para além dos veículos que já possuíam, a companhia foi adquirindo outros veículos ao longo dos anos, como um antigo eléctrico de Lisboa que actualmente funciona como bilheteira para os espetáculos dos Custom Circus, e uma locomotiva de origem alemã de 1903 com 100 toneladas, que anteriormente pertenceu à CP.

## Artes visuais

### Art for Peace
Dois dias após a invasão russa da Ucrânia, a companhia decidiu transformar o Teatro Custom Café, um dos edifícios do centro cultural Nirvana Studios, numa base de apoio denominada Hangar SOS Ukraine, com o objectivo de ajudar a prestar auxílio aos refugiados da guerra. Antes e após cada espectáculo, a companhia chama à atenção para a causa. Nesta iniciativa, por duas vezes, já foram fretados um camião com destino a Cracóvia, na Polónia, estando o camião artisticamente decorado com a bandeira da Ucrânia. Tanto financeiramente como logisticamente, a missão foi apoiada por voluntários, desde privados a empresas.

### Limbus Infinitus
Com a pandemia de COVID-19 em 2020–2021, a companhia viu-se forçada a cancelar um espectáculo denominado "Diesel Punk". Por os adereços e mecanismos cénicos já terem sido criados antes do cancelamento, criou-se um projecto paralelo sob a forma de exposição. O conceito gira em torno de uma situação de limbo, referenciando as esperas e os confinamentos da época da pandemia, e serviu também como uma janela para diversos componentes utilizados pela companhia "por trás da câmara". Todos os adereços e mecanismos foram criados a partir de mais de 3 mil peças individuais das décadas de 30, 40 e 50.

### Absurdium
Os três anos sucessivos do espectáculo Absurdium culminaram numa exposição com o mesmo nome. Foi criada uma galeria com um percurso que pode ser visitado. No centro da exposição foram instalados uma série de sofás reciclados para os visitantes se poderem sentar e observar as peças.

### Cápsula do Tempo - Herdeiros do Apokalipse
Uma instalação cenográfica em formato espectáculo à beira da estrada, é uma exposição que se encontra instalada em contentores interligados; na versão completa, conta também com um espectáculo de rua realizado por cima desses mesmos contentores. A exposição tem uma componente imersiva, levanto os visitantes a terem uma interação com a exposição, que já esteve presente em eventos e locais culturais como o Comic Con Portugal, o Festival Vapor, em comemorações do Dia das Crianças, entre outros. Quando não está em exposição no exterior, encontra-se nos Nirvana Studios. A sua curadoria é assinada por Fátima de Llera, fundadora da In Situ, uma empresa de preservação do património cultural.

### Junkyard Passerelle
Com base no reportório de performances, esculturas, instalações, adereços e outros componentes artísticos, o Junkyard Passerelle foi um desfile que decorreu entre 2020 e 2021. O projecto gira em torno do consumismo da sociedade global, e procurava chamar à atenção para o descartável, a importância do reaproveitamento e o consumo de combustíveis fósseis.

### Outros projectos nas artes visuais
Todos os anos, com o Festival Nirvana Studios, são criadas várias exposições. Uma dela, denominada Octopus, foi montada no estilo steampunk e concebida de forma a que o público não pudesse entrar dentro da galeria, podendo ver apenas de fora. A exposição consistia numa única peça central que se expandia em oito tentáculos numa área radial de 300 metros quadrados. Na pintura, foi lançada em 2022 uma exposição dentro de uma das caravanas Airstream da companhia; o tema da exposição girava em torno dos 7 pecados capitais.

## Colecção Paradoxal

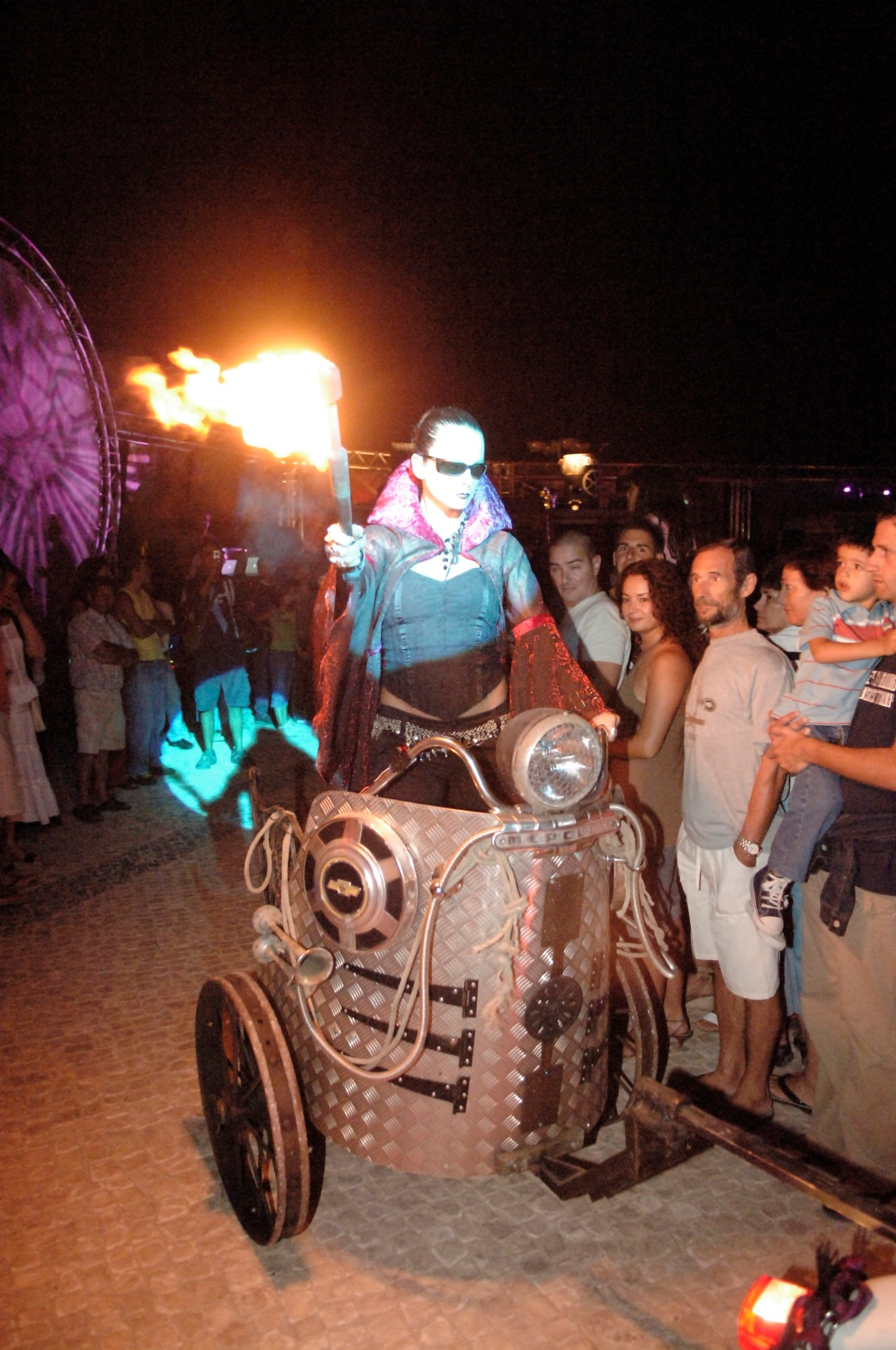
Daniela Sousa, uma das fundadoras da companhia, durante uma actuação com a peça Atland Monowheel

Ao longo dos anos de actividade, a companhia Custom Circus foram criando várias peças e adereços para os seus espectáculos, desde a criação de determinados objectos e acessórios até à modificação dos veículos da companhia. Com o acumular do espólio, foi criada a Colecção Paradoxal para dar um novo uso do espólio que não se encontra em uso corrente. Esta colecção consiste numa série de objectos, adereços e veículos que percorre o país, fica em exposição em vários museus, integra várias parcerias, entre outros. Este projecto foi auxiliado pelo escritor e historiador João Mendes Rosa, que foi, também, o curador da primeira peça, a "Atland Monowheel", que em 2020 ficou exposta no Museu Nacional dos Coches, em Lisboa.

### Atland Monowheel
Atland Monowheel é uma peça composta por dois veículos, uma monorroda e uma quadriga. Depois de terem sido usados em espectáculos como Lua Cheia, Teatro Sobre Rodas e Absurdium, antes de integrarem a Colecção Paradoxal foram ainda adaptadas pela American Choppers. Com a curadoria de João Mendes Rosa, a peça acabou por ficar exposta no Museu Nacional dos Coches.
O veículo motriz foi concebido a partir de uma Harley-Davidson de 1986, encaixada num design mecânico de tracção circular, com uma lagarta de caterpillar. O atrelado foi desenvolvido como uma quadriga clássica construída com peças de carros antigos; por exemplo, as jantes são oriundas de uma camioneta Chevrolet da Primeira Guerra Mundial. As peças mais antigas são uma coluna central do habitáculo da quadriga, que provém de um eléctrico de 1900, e um manómetro que provém de uma caldeira a vapor de cerca de 1890.
A peça em si recria, à escala real, um dos veículos utilizados numa das obras lançadas pela companhia, para além de já ter sido usada durante espectáculos.

### Saga Caravan
Saga Caravan é o nome dado a uma peça que consiste num Freightliner, o último sobrevivente dos cinco camiões do comboio teatral da companhia. Em 2020, passou a ser uma peça residente do Museu Nacional Ferroviário, com a curadoria de Manuel Novaes Cabral. É uma instalação de grande tonelagem, visitável por dentro e por fora. À semelhança da Atland Monowheel, o seu interior contém peças reaproveitadas de outros veículos e o conceito em si é também uma recriação de um dos veículos utilizados por uma das personagens da Saga Custom Circus.

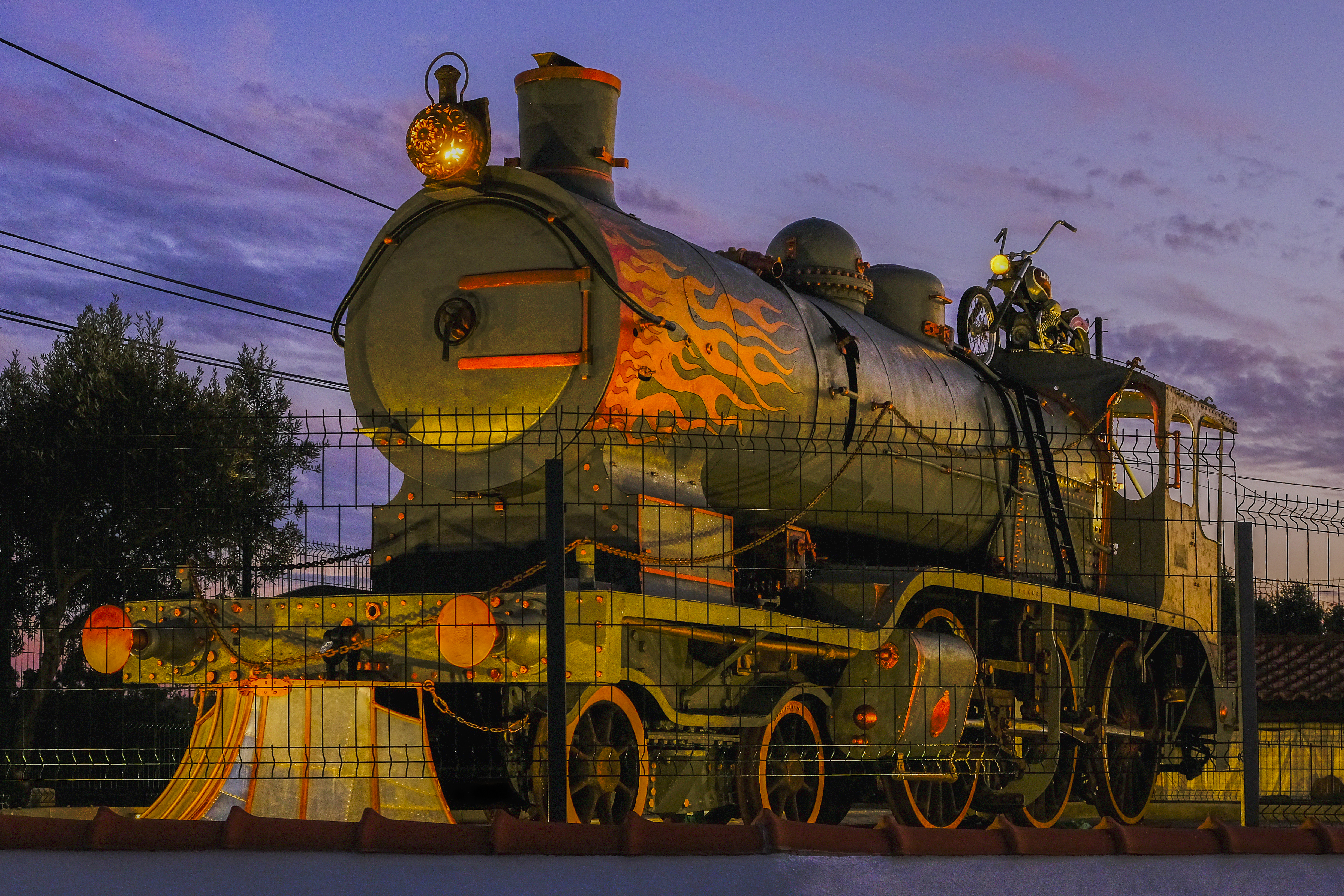
Locomotiva da companhia, instalada junto ao portão dos Nirvana Studios

### Loco'Motive
Peça desenvolvida com base numa locomotiva a vapor Borsig de 1903 de 100 toneladas movida a carvão, antiga Locomotiva CP 238, que operou até 1960. Inaugurado no dia 3 de outubro de 2020, este projecto artístico foi realizado em parceria com a Fundação do Museu Nacional Ferroviário de Portugal, com a Câmara Municipal do Entroncamento, a Câmara Municipal de Oeiras, a CP, a Infraestruturas de Portugal, entre outras instituições. A sua curadoria dá-se através de Silvana Bessone, directora do Museu Nacional dos Coches. Esta peça, em 1960, ficou imobilizada devido a uma explosão na sua caldeira, ficando encostada num cemitério de locomotivas. Todo o projecto, desde a aquisição até à actual instalação, demorou 3 anos.
Instalada junto à porta de entrada do centro cultural Nirvana Studios, a estética da peça liga a arqueologia industrial com o imaginário steampunk, e é usada frequentemente em alguns espectáculos da companhia. Actualmente, uma das choppers da companhia encontra-se instalada por cima da locomotiva. Originalmente armazenada no Entroncamento, a locomotiva foi transportada por camião e escoltada por um conjunto de 300 motociclistas até Oeiras, onde permanece instalada; este transporte envolveu uma série de camiões, gruas e reboques devido às proporções da peça, para além da presença de bombeiros e da ajuda de operadoras que tiveram de desviar cabos de telecomunicação para o transporte do veículo.

## Nirvana Studios

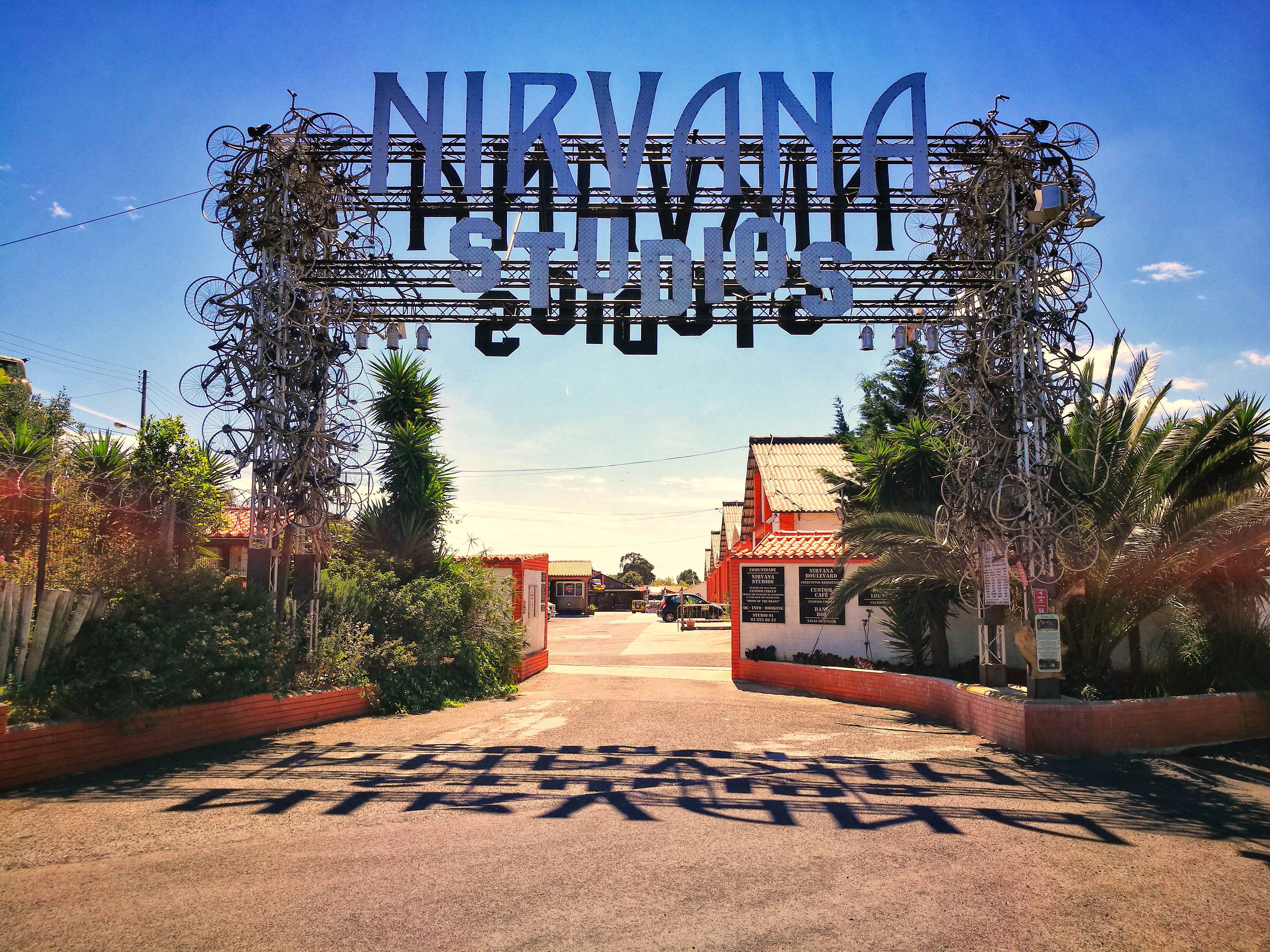
Entrada do centro cultural alternativo Nirvana Studios

Os Nirvana Studios, criado em 2003, encontra-se instalado num antigo paiol quartel militar, na altura desactivado, em Barcarena, Oeiras. Inicialmente escolhido como parque de estacionamento para os seus veículos e material que utilizavam nos seus espectáculos, o local encontrava-se deteriorado, sem saneamento, água ou electricidade. Ainda assim, foi o local escolhido para ser recuperado e transformar-se na base da companhia. Um centro cultural alternativo, alberga dezenas de colectivos residentes numa área dedicada à cultura. Estes colectivos fazem uso da série de estúdios multiusos, ateliers, salas de ensaio e gravações, e outros dois hectares de áreas e infraestruturas dedicadas à realização de eventos, ao ar livre ou indoor. Anualmente o centro acolhe e gere centenas de eventos culturais. O nome Nirvana não tem qualquer relação com a banda norte-americana de mesmo nome; a escolha da palavra remete ao seu significado budista, que remete para um estado de felicidade e paz perfeitas.
As instalações do antigo quartel foram restauradas e reconvertidas para albergar uma comunidade artística. Todo o espaço, cerca de 3 hectares, foi restaurado numa eco-arquitectura Upcycling com estética pós-apocalíptica. Para além das obras de restauro, foi erguido um muro da fama para os artistas que tenham passado pelas instalações. Foi também criado um Hub de residências temporárias para artistas e um teatro conceptual em 360 graus num estilo dedicado às estéticas alternativas, como o cabaret rock, steampunk, industrial e fantasia. Este foi um trabalho realizado ao longo dos anos à medida que a companhia ia adquirindo verbas; por exemplo, um dos principais edifícios e palcos do centro cultural, o Custom Café, esteve em construção ao longo de oito anos, tendo sido concluído apenas em 2012.
Para além da vertente do entretenimento, os 3 hectares do centro cultural também dispõe de infraestruturas para a organização de festas e jantares a pedido de empresas e outras instituições, servindo ainda empresas de diversas áreas que aí mantêm os seus escritórios e que oferecem diversos serviços, como tatuagens, construção de pranchas e skates, restauro de veículos e manutenção de motas. Em 2022 o centro albergava mais de 200 bandas de música, às quais se soma ainda outros artistas nas áreas de teatro, dança, performance, cinema e televisão, como Aurea, Buraka Som Sistema ou D’Zrt, e também desportos extremos, movimentos ambientais, entre outros.

## Espectáculos

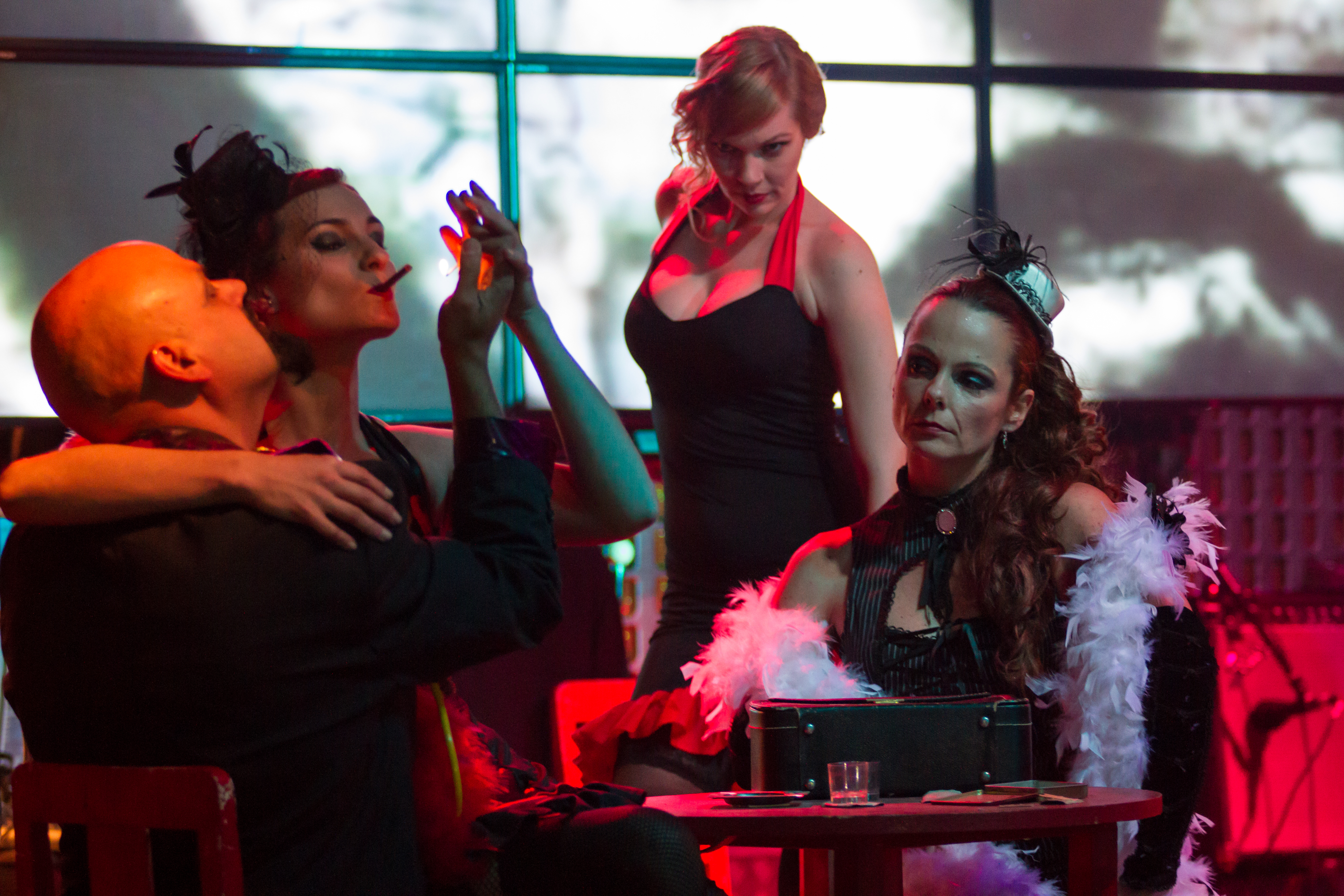
Custom Circus em palco, em 2012

Os Custom Circus, dada a sua natureza multidisciplinar que abrange diversas modalidades e conceitos artísticos, foi realizando ao longo dos anos uma série de espectáculos com regularidade, tanto em tournées como nos Nirvana Studios. Entre os diversos espectáculos, destacam-se: Saga da Roda (2002 – 2003), a primeira após a criação formal da companhia, Custom Parade (2003 – 2009), um espectáculo itinerante com recurso a estruturas multimédia ou instrumentos de fogo, Lua Cheia (2004 – 2006), um evento que envolvia o público numa arena de viaturas modificadas ao estilo da companhia,Teatro Sobre Rodas (2005 – 2010), um espectáculo que durou 5 anos e marcou o auge da companhia na sua vertente nómada, chegando a ter mais de 30 veículos empenhados no espectáculo, Custom Party (2004 – 2010), que cenicamente surgiu nos mesmos moldes estéticos que o Teatro Sobre Rodas, Prisioneiros do Blues (2006 – 2007), onde começou a ser explorada a estética cabaret rock, Performers do Fogo (2007 – 2009), um espectáculo onde a companhia se estabeleceu nos palcos permanentes dos Nirvana Studios, abrindo caminho para a produção seguinte, Gigolo Dance (2008 – 2011), de estética vaudeville gótica e burlesca, Le Cabaret Rock (2012 – 2013), um espectáculo que alcançou mais de 40 mil espectadores no Custom Café, numa história focada entre o passado nostálgico e o futuro pós-apocalíptico e que ainda permitiu a realização de um tour com 100 espectáculos adicionais, Bizarre Chic (2014 – 2015), uma encenação 100% steampunk, sequela do anterior Le Cabaret Rock, mergulhada na música da companhia, constituindo-se como um misto de concerto, teatro e cabaret.

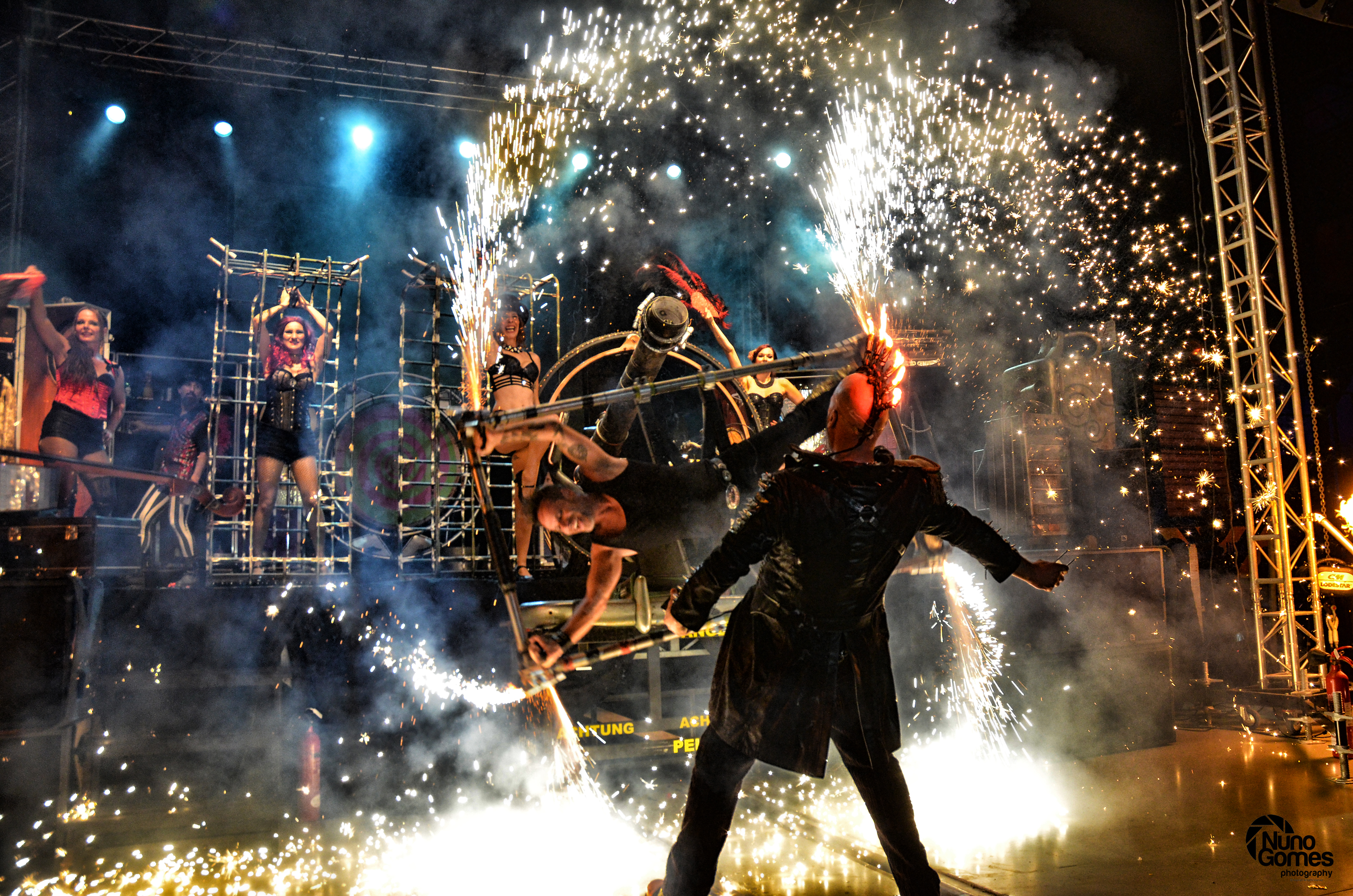
Actuação da companhia nos Nirvana Studios, em 2018

Em 2015, a companhia lançou A Viagem, uma produção apresentada ao longo de dois anos e serviu como um espectáculo de Best Of, apresentando um pouco do melhor que a companhia realizou até então. A seguir, foi lançado Herdeiros do Apokalipse - Cápsula do Tempo "A Performance", que é apresentado desde 2016 e gira em torno de um bunker apocalíptico portador de mensagens ecológicas, Absurdium (2017 – 2019), onde são revelados vários segredos do local onde se instalou a companhia, os Nirvana Studios, numa história de uma sociedade imaginária no ano de 2072, Loco'Motive (desde 2020), um especátulo realizado com uma locomotiva cedida pelo Museu Nacional Ferroviário para os Nirvana Studios. Desde que foi lançado, a companhia tem sido convidada a actuar em cima de outras locomotivas cedidas pelo mesmo museu. Em 2021, foi lançado o Art For Peace, um espectáculo criado em torno do movimento artístico de apoio à Ucrânia, e no mesmo ano estreou também o Going Crazy, em que se contou no espaço de uma hora a história da companhia e, desde 2022, realiza o Le Cabaret Rock - Reloaded, onde pegam no conceito do primeiro espectáculo que começou em 2012 com o mesmo nome e inseriram novas nuances.

### Outros espectáculos
Também com o intercâmbio com instituições culturais de outros países, realizaram-se outros programas como o The Poetry Brothel para a Bienal Internacional de Poesia de Oeiras, ou a Orquestra TODOS, com a mentoria de Jorge Barreto Xavier. A companhia realiza também parcerias através da sua modalidade teatral, com o apoio do IPM - Instituto Português de Museus, na realização de cruzamentos artísticos, performativos, literários, industriais e museológicos.

## Música

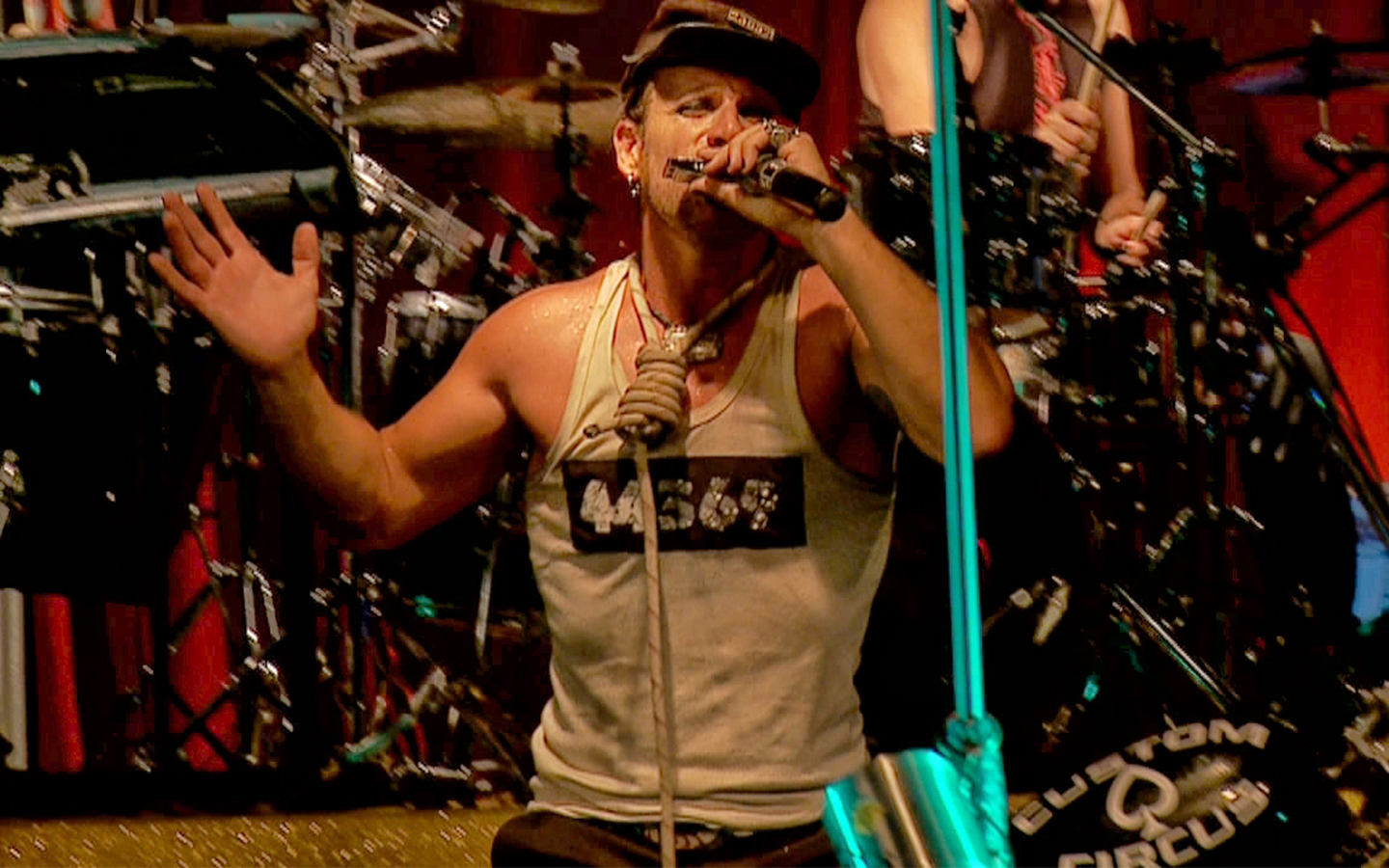
Michel Alex durante uma actuação musical

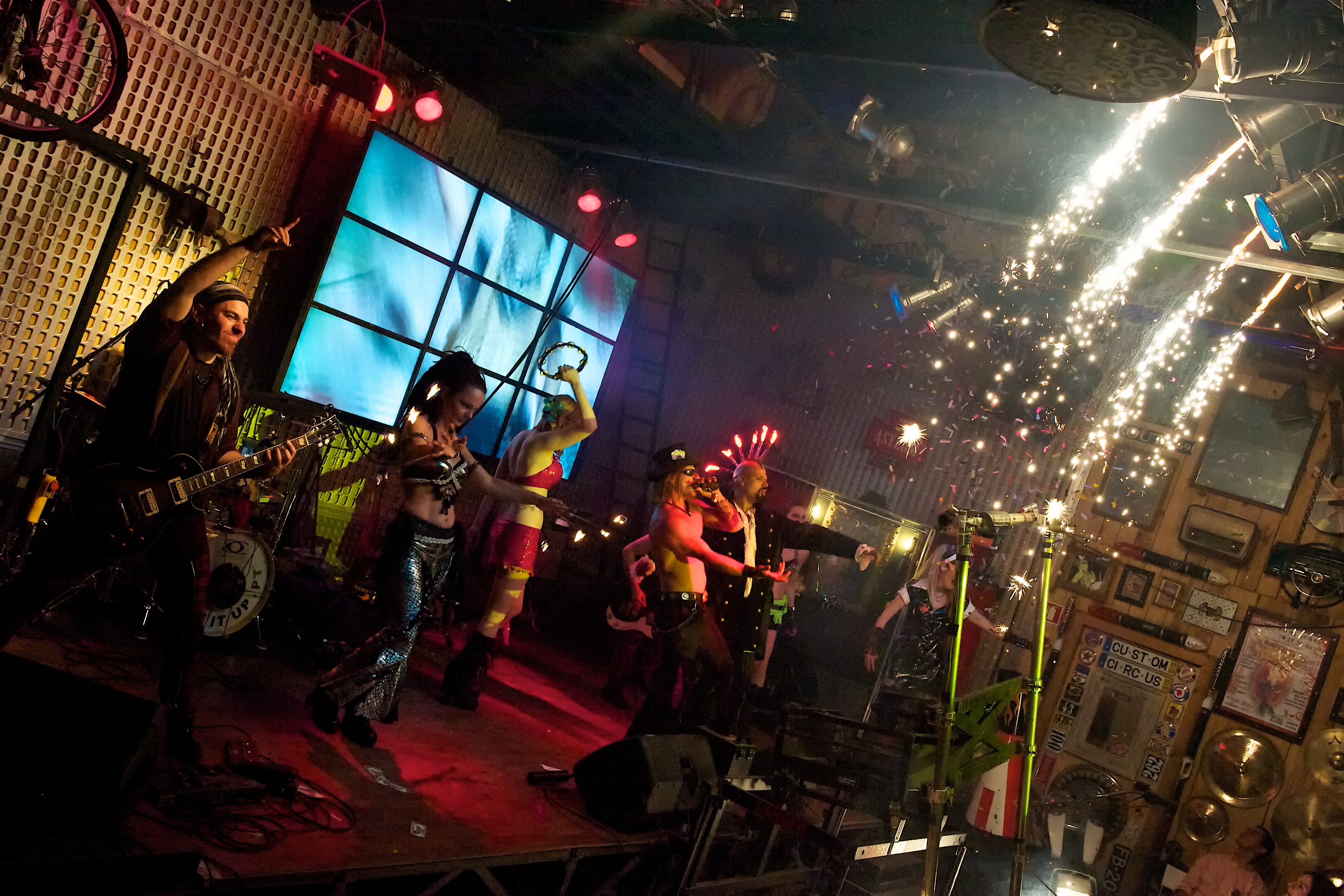
Uma actuação musical dos Custom Circus, em 2012

Ao longo dos anos, a companhia já lançou 10 álbuns discográficos:
1. Custom Circus (2007) — Primeiro álbum da companhia, com características de música electrónica, blues, rock alternativo e industrial, entre outros géneros;[71]
2. Gigolo Dance (2008) — Primeiro álbum com contrato discográfico, com a Iplay, da Media Capital, com características de música cabaret rock;[72]
3. Le Cabaret Rock (2012) — Primeiro álbum gravado nos Nirvana Studios, provém do espectáculo criado com o mesmo nome;[72]
4. Bizarre Chic (2014) — Totalmente com características steampunk, provém também do espectáculo de mesmo nome;[72]
5. Absurdium (2017) — Um trabalho que retrata a liturgia teatral da companhia;[14][73][74]
6. Diesel Punk (2020) — Gravado antes da pandemia COVID-19, é composto por um conjunto de originais que vieram a repercutir em vários projectos da companhia;[73]
7. Voyages de L'émotion (2021) - Banda sonora do espectáculo Going Crazy;[73]
8. Abattoir Lullaby - (2022) - Com um conjunto de músicas mais sombrias e provocantes, contém parte da banda sonora do espectáculo Le Cabaret Rock - Reloaded;[75]
9. Ynstrumental (2023) - Um álbum composto por músicas instrumentais;[75]
10. Erasmus Musicians Play Custom Circus (2023) - Um álbum criado por vários estagiários e tutores erasmus do curso de produção musical, com músicas revisitadas de álbuns anteriores.[75]

## Literatura
Para além de já ter colaborado em diversas publicações como “Adolfo Gutkin, A Utopia Multicultural e Rebelde" (2019) da Edições Giostri - Brasil, e (2021) da Verbi Gratia Edições, "Almanaque Steampunk 2019" da Editorial Divergência, “Nova Antologia - Almanaque Steampunk 2022” da Editorial Divergência, “Revista Bang! - Rubrica de Teatro” (2022) da Edições FNAC - Saída de Emergência, e Enciclopédia do Terror Portguês 2023 da Verbi Gratia Edições, a companhia já lançou também 9 publicações literárias no género pós-apocalíptico:
1. A Saga da Roda (1988, 2004, 2019) - Romance - Uma obra que explora um mundo deserto chamado Atland, onde um conjunto de pessoas viajam numa caravana de camiões. Já teve quatro edições, duas da Nirvana Produções (em 2004 e 2005) e duas da Editorial Divergência (2019 e 2021);[77]
2. Herdeiros do Apokalipe (2005, 2016) - Manifesto - Editado pelo Pelouro da Juventude da Câmara Municipal de Oeiras, aborda um universo distópico, onde as personagens recorrem ao que restou do velho mundo para criarem uma nova sociedade;[78]
3. Mekanon (2004, 2019) - Romance - Publicado pela Editorial Divergência, venceu o Grande Prémio Adamastor de Literatura Fantástica Portuguesa em 2021. Aborda um universo pós-apocalíptico em Portugal;[78]
4. Raus Human (2014, 2020) - Romance - Aborda a identidade da companhia e mensagens de alerta;[79]
5. A Fantástica Maldição Gutkin (2020) - Crónicas biográficas - Publicado pela Verbi Gratia, já com três edições, consiste num tributo ao encenador e dramaturgo Adolfo Gutkin, onde é apresentada a história que envolve a companhia e o dramaturgo português;[79]
6. Wagon Village (2016, 2021) - Romance - Um romance pós-apocalíptico, assinado pela Fundação do Museu Nacional Ferroviário;[80]
7. Enygma Oeiras (2021) - Romance - Com prefácio de Isaltino Morais e assessoria e curadoria de João Mendes Rosa, conta uma história através de pontos históricos de Oeiras;[81][80][82]
8. Atland (2022) - Romance - Explora um universo pós-apocalíptico onde o Oceano Atlântico é um enorme deserto;[76]
9. Le Cabaret Rock (2023) - Romance - Aborda o espectáculo homónimo e a história de vida de um dos fundadores da companhia.[76]

### Documentos
- «Edital N.º 69/2022 - Câmara Municipal de Oeiras». Oeiras.pt. pp. 1 – 6
- «Diário da República - Custom Circus Associação Cultural - 18 de Maio de 2006, N.º 96, III série». diariodarepublica.pt. Consultado em 8 de agosto de 2023
- Proposta de Deliberação 313/2022 da Câmara Municipal de Oeiras. Oeiras: [s.n.] 2022

### Revistas
- 30 Dias Oeiras (PDF). Oeiras: Município de Oeiras. 2014. 60 páginas
- Garcia, Pedro Carreira (20 de novembro de 2019). «Para espíritos livres». Forbes Portugal. Consultado em 18 de agosto de 2023. Cópia arquivada em 21 de março de 2023

### Livros
- Custom Circus - poetas da metamorfose. Oeiras: Câmara Municipal de Oeiras. 2023. 102 páginas. ISBN 978-989-608-261-1

### Websites
- «A espera acabou: os Custom Circus vão regressar aos palcos da Nirvana Studios». New in Oeiras. Consultado em 18 de agosto de 2023
- «A nova aquisição da Nirvana Studios: uma locomotiva de 1903 de 100 toneladas». New in Oeiras. Consultado em 18 de agosto de 2023
- «'Absurdium' - Custom Circus». oeiras.pt. Consultado em 13 de agosto de 2023
- «'Absurdium' - Custom Circus». oeiras.pt. Consultado em 15 de agosto de 2023
- «Atland Monowheel - "A Coleção Paradoxal"». PT - Museu Nacional dos Coches. 27 de novembro de 2020. Consultado em 15 de agosto de 2023
- «A Viagem: Best Of - 13 anos de Custom Circus». Caras. 21 de janeiro de 2017. Consultado em 13 de agosto de 2023
- «Consulta pública - Proposta de deliberação N.º 32/2022 - Câmara Municipal de Oeira» (PDF). Oeiras.pt. Consultado em 20 de março de 2023
- «Custom Circus apresenta A Viagem». www.e-cultura.pt. Consultado em 13 de agosto de 2023
- «Custom Circus apresenta "Enygma Oeiras"». oeiras.pt. Consultado em 15 de agosto de 2023
- «Custom Circus em espetáculo». Município de Setúbal. Consultado em 14 de agosto de 2023
- «Custom Circus inaugura a Loco'Motive». oeiras.pt. Consultado em 13 de agosto de 2023
- «Em março o alucinante espetáculo "Le Cabaret Rock" terá duas exibições em Barcarena». New in Oeiras. Consultado em 20 de março de 2023
- «"Enygma Oeiras" é o novo livro do Custom Circus dedicado ao concelho». New in Oeiras. Consultado em 18 de agosto de 2023
- Fernandes, Tânia (21 de outubro de 2014). «Bizarre Chic – Um Espetáculo De Loucos Pelos Custom Circus». CH - Magazine de Cultura, Lazer e Viagens. Consultado em 14 de agosto de 2023
- «"Going Crazy" - Nirvana Studio». oeiras.pt. Consultado em 15 de agosto de 2023
- «Infraestruturas de Portugal Apoia Projeto Loco'Motive». Infraestruturas de Portugal. 7 de março de 2023. Consultado em 13 de agosto de 2023
- «Lançamento do livro "A fantástica maldição Gutkin"». Edições Verbi Gratia. 23 de julho de 2020. Consultado em 20 de março de 2023
- «LE CABARET ROCK by Custom Circus». Lukarn (em inglês). Consultado em 14 de agosto de 2023
- «'Le Cabaret Rock' - Custom Circus». oeiras.pt. Consultado em 20 de março de 2023
- «Entroncamento | Museu Ferroviário promove III Festival Vapor "A Steampunk Circus"». Médio Tejo. 9 de setembro de 2022. Consultado em 18 de agosto de 2023
- Magalhães, Beatriz (2 de junho de 2023). «Vinte anos de Nirvana Studios: "Estivemos sempre virados mais para o artista do que para o público"». Time Out Lisboa. Consultado em 15 de agosto de 2023
- «Nirvana Studios celebram 20 anos e estão todos convidados para a festa deste sábado». New in Oeiras. Consultado em 15 de agosto de 2023
- «Novo trabalho dos HMB foi filmado no Nirvana Studios». New in Oeiras. Consultado em 18 de agosto de 2023
- «O espetáculo "Going Crazy" da Custom Circus está de regresso a Barcarena». New in Oeiras. Consultado em 20 de março de 2023
- «O faroeste numa colina em Oeiras, onde em vez de cowboys há artistas». www.dn.pt. Consultado em 20 de março de 2023
- «O Museu Nacional Ferroviário e a Companhia Custom Circus apresentam o projeto Loco'Motive». Museu Nacional Ferroviário. Consultado em 13 de agosto de 2023. Cópia arquivada em 4 de março de 2023
- «Os Custom Circus têm um novo projeto que pode ser visto no Museu Nacional dos Coches». New in Oeiras. Consultado em 15 de agosto de 2023
- «Os Custom Circus estão de regresso aos palcos». New in Oeiras. Consultado em 18 de agosto de 2023
- «Nirvana Studios, o Centro Cultural Alternativo, celebram 20 anos em Oeiras com um Open Day gratuito para toda a família». SAPO 24. Consultado em 15 de agosto de 2023
- «Última temporada do espetáculo Absurdium nos Nirvana Studios». www.e-cultura.pt. Consultado em 13 de agosto de 2023